# Johann Jakob Wolfensberger
Johann Jakob Wolfensberger (* 20. Februar 1797 in Rumlikon bei Russikon; † 15. Mai 1850 in Zürich) war ein Schweizer Maler.

## Leben

### Familie
Johann Jakob Wolfensberger war das Kind eines vermögenden Landwirtes.
Er heiratete im August 1841 Hanna Dorothea (* 15. Juli 1800; † 4. Januar 1877), Tochter von William Burdon (1764–1818), Akademiker, Minenbesitzer und Schriftsteller, die ebenfalls künstlerisch veranlagt war.

### Ausbildung
Durch Vermittlung eines Freundes seines Vaters, bei dem er auch anfangs in der Kleinen Brunngasse (heute: Froschaugasse) in Zürich wohnte, bekam er 1814 eine Anstellung als Colorist in der Kunsthandlung von Johann Heinrich Füssli in Zürich, der ihn ein Jahr lang unentgeltlich unterrichtete. Dies ermöglichte ihm, sich in freiem Studium die technischen Mittel anzueignen, die ihn später in den Stand setzten, als Künstler sein Auskommen zu finden.
Im August 1817 trat er eine Reise nach Italien an, die der Zürcher Landschaftsmaler Wilhelm Huber (1787–1871) finanzierte. Huber wollte Wolfensberger als Gehilfen zu sich nach Neapel holen. Die Reise erfolgte zu Fuß über Mailand nach Genua und von dort aus mit dem Schiff nach Neapel. Nach der Ankunft erlernte Wolfensberger zwar viel und schnell, hatte jedoch persönliche Differenzen mit Huber. Nachdem sie eine sechswöchige Studienreise nach Amalfi unternommen hatten, wurde er von Huber wieder nach Neapel zurückgesandt, um einige angefangene Arbeiten zu vollenden. Auf der Rückreise fasste Wolfensberger den Entschluss, sich selbstständig zu machen, und war bei der Rückkehr Hubers, trotz eines dreijährigen Vertrages, bereits nach sieben Monaten verschwunden.

### Aufenthalt in Italien
In einem Gasthaus lernte er die Brüder Oertli aus Glarus kennen, die ihn einige Zeit bei sich aufnahmen und finanziell unterstützten. Für seinen Lebensunterhalt kolorierte er Kupferstiche und erledigte jede Art der Malerei; in seiner Freizeit unternahm er Ausflüge in die Umgebung von Neapel und zeichnete dort Landschaftsbilder.
Kurz darauf waren seine neuen Förderer unter anderem der Fürst Karl Joseph Clary und Aldringen (1777–1831) aus Wien, der ihn mit der Gräfin Julie von Woyna (1811–1895) bekannt machte, die ihn in ihrem Freundeskreis weiter empfahl; so lernte er den Herzog von Berwick kennen.
Er erhielt vom Herzog von Berwick und dessen Freund, Graf Boublon den Auftrag, eine Kunstreise nach Sizilien zu unternehmen, um die Überreste der dortigen Altertümer zu zeichnen. Er bestieg auch den Ätna und besuchte Agrigent, Syrakus, Messina und Palermo.
Nach seiner Rückkehr nach Neapel führten die mitgebrachten Skizzen zu weiteren Aufträgen. Durch Vermittlung eines neapolitanischen Adligen wurde er dem König Franz von Neapel vorgestellt. Dieser zeigte sich beim Empfang erfreut, als er bemerkte, dass Wolfensberger die Sprache der Lazzaroni beherrschte. Er bekam daraufhin Aufträge für einige Transparentgemälde, die für den Palast von Caserta bestimmt waren; der Ausbruch der Revolution in Neapel 1820 verhinderte jedoch deren Ausführung. Trotz der Revolution blieb er in Neapel und verlebte zwei Jahre im Haus des Prinzen Philipp von Hessen-Homburg, der ihn weiter mit Aufträgen beschäftigte.
Von 1825 bis 1829 hielt er sich in Rom auf und lernte den späteren Präsidenten der Académie de France à Rome, Horace Vernet, kennen. Er verkehrte häufig in dessen Haus und nahm an dessen wöchentlichen Soirees teil, zu denen auch Künstler, Musiker, Staatsmänner und weitere berühmte Männer kamen. Während seines Aufenthaltes in Rom wurde er auch König Ludwig I. von Bayern, König Friedrich VI. von Dänemark und Norwegen und König Friedrich Wilhelm III. von Preußen sowie dem Großfürsten Michael Pawlowitsch Romanow und dessen Ehefrau Helena vorgestellt. Er verlebte manchen Abend im Palast der Hortense de Beauharnais, der ehemaligen Königin von Holland. Mehrere Sommer hindurch wohnte er in Tivoli im Hause des Marquis Spencer-Joshua-Alwyne Northampton, dem späteren Lord Compton, Präsident der königlichen Gesellschaft für Wissenschaft und Kunst. Während des Aufenthaltes unterrichtete er die Ehefrau des Marquis, Margaret Douglas-Maclean-Clephane, und ihre Schwester im Zeichnen. Nach dem Tod der Marquise zog er vorübergehend 1830 nach Rumlikon in die Schweiz zurück und wohnte dann bei dem befreundeten Maler Johann Konrad Zeller in Balgrist bei Zürich. Anfang 1831 kehrte er wieder nach Rom zurück.

Die Akropolis in Athen (zwischen 1832 und 1835)

### Aufenthalt in Griechenland und Kleinasien
1832 reiste er von Ancona nach Griechenland und hielt sich bis 1835 in Athen auf. Aufgrund einer Empfehlung lernte er dort den französischen Gesandten Baron de Ronen, und den österreichischen Gesandten, Baron Anton Prokesch von Osten, kennen.
Er wurde in der Werkstatt dreimal von König Otto von Griechenland besucht.
In Griechenland führte er Reisen zur Akropolis, nach Olympia, Delphi, Mykene, Kap Sounion, Akrokorinth und Ithaka durch. Er hatte immer Stift und Farben dabei und entwickelte sich hier zum Aquarellmaler.
Wolfensberger hielt sich drei Jahre lang in Athen auf und ging dann nach Kleinasien, besuchte Konstantinopel, Smyrna und Troja. Er lehnte eine Einladung des österreichischen Gesandten, Baron Stürmer, in seinem Haus in Konstantinopel zu wohnen ab, sondern reiste lieber, sammelte Eindrücke und studierte Paestum und Pompeji, bis er 1835 über Malta und Messina wieder nach Neapel zurückkehrte. 1838 ging er von Rom über Florenz nach Zürich.

### Aufenthalt in der Schweiz
In Zürich veranstaltete er eine öffentliche Ausstellung, in der er mehr als zweihundert Skizzen vorstellte, die er auf seinen Reisen in Griechenland und Italien angefertigt hatte. In Martin Bodmer fand er einen Förderer der Kunst, der Wolfensberger unterstützte und ihm einen unbeschränkten Kredit gewährte, um Wien, Paris und London bereisen zu können. 1839 reiste er nach Wien und wurde durch den österreichischen Gesandten in Athen, Baron von Prokesch, an den Fürsten Klemens Wenzel Lothar von Metternich empfohlen. Von Metternich erhielt Wolfensberger einen grossen Raum im Volksgarten zugewiesen, um dort seine Skizzen ausstellen zu können. Er erhielt auch Besuch vom Kaiser Ferdinand I. und dessen Familie. 
Nach einem fünfmonatigen Aufenthalt kehrte er in die Schweiz zurück und reiste noch im gleichen Jahr nach Paris weiter. Ein Besuch bei Vernet konnte dort nicht stattfinden, weil sich dieser zu der Zeit in Algier aufhielt, um eine Augenentzündung auszuheilen. Im Frühling 1840 reiste er nach London weiter. Kurz nach seiner Ankunft wurde er bei William Callins, Mitglied der Royal Society, und bei Hanna Dorothea Burdon in Northumberland vorgestellt, die er 1841 heiratete. Er kehrte im darauffolgenden Jahr in die Schweiz zurück, um sich in Zürich niederzulassen.
In London gab er eine Reihe von Zeichnungen in einem von Fisher veröffentlichten Werk über Griechenland und Italien heraus. Die Engländer James Sands und Robert Brandard (1805–1862) stachen seine Zeichnungen in Kupfer. 1847 besuchte er zum letzten Mal Neapel.

### Künstlerisches Wirken
Johann Jakob Wolfensbergers Vorbild war der Maler Salvator Rosa.
Die Mehrzahl seiner Werke waren Ausführungen in Aquarell. Für den Verfasser der griechischen Geschichte, George Grote, zeichnete er Die Ebene von Troja und für seinen Freund Joseph Parkes (1796–1865) das Forum romanum und den Theseus- und Jupitertempel zu Athen.
In Zürich besassen Martin Bodmer (Ansicht von Subiaco und Amalfi), Meyer-Ochsner (Vestatempel bei Tivoli), George Grote (Die Ebene von Troja) und Zeller-Füßli (Sibyllentempel bei Tivoli) sowie F. Zimmermann in Winterthur (Akropolis) Gemälde von Wolfensberger. Allgemein zugänglich waren seine Werke in den öffentlichen Sammlungen Zürichs, so unter anderem im Eidgenössischen Polytechnikum Der Aventin in Rom mit der Peterskuppel im Hintergrunde von 1828; Die Akropolis in Athen; die Bleistift-Zeichnungen Auf dem Monte Palatin in Rom, Bei der Akropolis in Athen und die Sepia-Zeichnung Bach im Walde.

## Ausstellungen
- Johann Jakob Wolfensberger beteiligte sich 1827, 1833, 1846 bis 1849 an den von der Künstlergesellschaft in Zürich veranstalteten Ausstellungen.
- Weiterhin beteiligte er sich 1838 an Ausstellungen mit italienischen und griechischen Ansichten in Zürich und Wien, 1839 in Paris und 1840 in London.
- In neuerer Zeit erfolgte eine Ausstellung seiner Werke vom 26. März bis 1. Mai 1988 im Kunstmuseum St. Gallen und vom 2. bis 24. Oktober 2010 im Halterhaus Fehraltorf.[6]

## Schriften (Auswahl)
- G. N. Wright, Leicester Buckingham, James Pattison Cockburn, Irton, Major, William Leighton Leitch, W. H. Bartlett, Johann Jakob Wolfensberger, Lambert Loveday, General: The Rhine, Italy, and Greece: in a series of drawings from nature by Colonel Cockburn, Major Irton, Messrs. Bartlett, Leitch, and Wolfensberger. Fisher, Son & Company, 1841.

## Werke (Auswahl)
- Ansicht von Neapel mit dem Golf und dem Vesuv im Hintergrund. 1827.
- Der Maler Theodor Wilhelm Witting (Porträt). 1843.[7]
- Blick auf Subiaco mit dem Kloster San Benedetto.
- Wasserfall bei Subiaco am Fusse von San Benedetto.
- Felsenküste bei Amalfi.
- Norditalienische Gebirgslandschaft.
- Blick auf Palermo mit Monte Pellegrino.